# Leszek Miller
Leszek Cezary Miller (ˈlɛʂɛk ˈmillɛr]) (Żyrardów, 3 juli 1946) is een Pools centrumlinks politicus. In de jaren 1999-2004 en 2011-2016 was hij leider van de sociaaldemocratische Alliantie van Democratisch Links (SLD). Eerder was hij onder meer partijsecretaris en politbureaulid van de PZPR (1988-1989), minister van Arbeid en Sociale Zaken (1993-1996), minister van Binnenlandse Zaken (1997) en premier van Polen (2001-2004).

## Jeugd
Leszek Miller kwam uit een arme arbeidersfamilie: zijn vader was kleermaker, zijn moeder naaister. Zijn ouders gingen uit elkaar toen Leszek pas zes maanden oud was en zijn vader verliet de familie. Zijn moeder bracht hem religieus groot, hij was zelfs enige tijd misdienaar. Na het voltooien van zijn middelbare school op 17-jarige leeftijd moest Miller een baantje naast zijn avondopleiding tot elektricien nemen om in zijn onderhoud te kunnen voorzien. Hij voltooide zijn dienstplicht aan de onderzeeër ORP Bielik. In 1969 trouwde hij met Aleksandra. De twee hebben een zoon en kleindochter.

## Volksrepubliek Polen
Miller begon zijn politieke carrière als activist bij de Socialistische Jongerenvakbond, waar hij al snel op lokaal niveau bestuurlijk actief werd. Na zijn militaire dienstplicht werd hij lid van de Poolse Verenigde Arbeiderspartij (PZPR).
Van 1973 - 1974 was Miller secretaris van de fabrieksafdeling van PZPR, en op aanbeveling van de Partij ging hij politieke wetenschappen studeren aan de Wyższa Szkoła Nauk Społecznych, waarin hij in 1977 afstudeerde. Na het afronden van zijn studie werkte hij bij de centrale commissie van de partij en later op de afdeling jeugd, lichamelijke opvoeding en toerisme. In juli 1986 wordt hij tot eerste secretaris gekozen op provinciaal partijniveau in Skierniewice. In december 1988 keerde hij terug na zijn promotie tot secretaris van de centrale commissie van de partij. Als vertegenwoordiger van de overheid nam hij deel aan de historische rondetafelgesprekken, waar hij samen met Andrzej Celiński een commissie voorzat die ging over jeugdzaken (maar zonder tot overeenstemming te komen). In 1989 werd hij lid van het politieke bureau.

## Derde Republiek
Nadat de PZPR was opgeheven, was Miller in 1990 samen met Józef Oleksy en Aleksander Kwaśniewski medeoprichter van de Socjaldemokracja Rzeczypospolitej Polskiej (Sociaaldemocratie voor de Republiek Polen, SdRP). Tot maart 1993 was hij secretaris-generaal, later werd hij vicevoorzitter en in december 1997 werd hij partijvoorzitter. Toen de coalitie Alliantie van Democratisch Links (SLD), waarvan de SdRP deel uitmaakte, in december 1999 in een partij werd omgezet, werd Miller tijdens de oprichtingsvergadering tot partijvoorzitter gekozen, een functie die hij zou blijven bekleden tot februari 2004. Van 1997 tot 2001 was hij tevens fractievoorzitter van de SLD in het parlement. Aldus was Miller tijdens de regeringen van Verkiezingsactie Solidariteit (AWS) oppositieleider. 
In 1989 werd hij niet gekozen als senator voor Skierniewice, maar in de daaropvolgende verkiezingen in 1991 was hij lijsttrekker van de SdRP in Łódź en werd hij na een succesvolle verkiezing gekozen in de Sejm. In drie achtereenvolgende verkiezingen voor de Sejm won hij iedere keer meer stemmen in Łódź (van 50.000 in 1991 tot 146.000 in 2001), en hij bleef parlementslid tot 2005.
Gedurende die hele periode was Miller een van de leidende politici aan de linkerkant van het politieke spectrum. In de vroege jaren 1990 was hij samen met Mieczysław Rakowski verdachte in een controverse rondom een lening die de Communistische Partij van de Sovjet-Unie in 1990 zou hebben verstrekt aan zijn partij. Nadat de affaire in 1991 aan het licht kwam, werd Miller door Włodzimierz Cimoszewicz opgeroepen om niet de eed af te leggen. Toen Miller werd vrijgesproken van de beschuldigingen, benoemde de toenmalige premier Cimoszewicz hem tot kabinetschef van de Ministerraad en in 1997 werd hij benoemd tot minister van Binnenlandse Zaken. Later werd Cimoszewicz zelf minister van Buitenlandse Zaken in het kabinet onder Miller. Tussen 1993 en 1996 was Miller minister van Arbeid en Sociale Zaken in de kabinetten Pawlak II en Oleksy.
Miller speelde een belangrijke rol in het afronden van de zaken rond de CIA-spion tijdens het communistisch bewind Ryszard Kukliński, waarvoor hij in eigen politieke kring stevig bekritiseerd werd. Ook ontving hij stevige kritiek voor zijn steun aan het concordaat en de kandidatuur van Leszek Balcerowicz voor de president van de Nationale Bank van Polen.

## Premier
Hij stond ook aan de basis van een consolidatie van de linkse groeperingen rond zijn persoon, en de oprichting van een linkse politieke partij - Alliantie van Democratisch Links - in 1999. Dit bleek een groot succes te zijn in de daaropvolgende verkiezingen.
De linkse alliantie waarvan Miller aan de wieg had gestaan, bleek een groot succes te zijn bij de verkiezingen van 2001. De SLD behaalde een klinkende overwinning (41% tegen 12% voor de daaropvolgende partij) en op 19 oktober 2001 benoemde president Aleksander Kwaśniewski hem tot premier met de opdracht een regering samen te stellen. Op 26 oktober haalde zijn regering de vertrouwensstemming in het parlement met 306 tegen 104. Het zestienkoppige kabinet was het kleinste tot dan toe van de republiek.
De regering van Miller had te maken met een moeizame economische situatie in Polen, waaronder een werkloosheid van boven de 18%, een hoge staatsschuld en een economische stagnatie. Aan het einde van zijn regering groeide de economie met meer dan 6% per jaar, maar nog steeds was dit te weinig om de werkloosheid te doen dalen. Tijdens zijn regeringstermijn werden veel onpopulaire bezuinigingen en een nauwelijks succesvolle hervorming van het gezondheidsstelsel doorgevoerd. De hervormingen van het belastingsysteem en de sociale zekerheden werden voortgezet en pogingen om een markt te creëren voor massamedia was niet succesvol. Belastingen werden flink verlaagd en een radicale hervorming van de veiligheidsdiensten werd doorgevoerd.
Tegelijk werd doorgegaan met wijzigingen in wet- en regelgeving als gevolg van de toelating tot de Europese Unie. De toelatingsvoorwaarden werden uitonderhandeld, wat het belangrijkste strategische doel was van het kabinet. Op 13 december 2002 werden de onderhandelingen in Kopenhagen afgerond. Op 16 april 2003 werd het toelatingsverdrag door Miller en minister van Buitenlandse Zaken Cimoszewicz in Athene getekend, waardoor Polen toetrad tot de Europese Unie. De regering organiseerde een referendum over de toetreding op 7 en 8 juni 2003, en de deelnemers stemden met ruim 77% voor toetreding tot de Unie met een opkomst van bijna 60%.
In maart 2003 besloot de regering samen met president Kwaśniewski om toe te treden tot de internationale coalitie en Poolse troepen naar Irak te sturen, met de bedoeling het bewind van Saddam Hoessein omver te werpen. Ook mede-ondertekende Miller "The letter of the eight", waarin de positie van de Verenigde Staten van Amerika ten opzichte van Irak werd ondersteund. Op 4 december liep Miller verwondingen op bij een helikopterongeluk nabij Warschau.
Aan het einde van zijn regeringstermijn had Millers regering de laagste publieke steun voor een regering sinds 1989. Dat werd vooral veroorzaakt door de aanhoudende hoge werkloosheid, corruptieschandalen (waaronder het Rywinschandaal) en een poging tot het verminderen van de sociale uitgaven. Als gevolg van kritiek binnen zijn eigen partij, stapte Miller in februari 2004 op als partijvoorzitter. Miller werd bekritiseerd voor zijn liberale aanpak en voor het benadrukken van de vrijemarktmechanismen in de economie. Hem werd verweten een flattaks te accepteren, iets dat tegen de linkse doctrine inging. Ook zijn methode van leidinggeven werd bekritiseerd. Nadat de parlementsvoorzitter Marek Borowski op 26 maart besloten had een nieuwe partij op te richten als afsplitsing, Sociaaldemocratie van Polen (SDPL), trad Miller af als premier op 2 mei, een dag na de toetreding tot de Europese Unie. Een dag eerder was hij samen met president Kwaśniewski bij de ceremonie waarbij 10 nieuwe lidstaten in Dublin werden verwelkomd.

## Latere carrière
In 2005 werd Miller niet opgenomen op de verkiezingslijst voor het nieuwe parlement, ondanks de steun van de lokale afdeling in Łódź. Tegelijkertijd werd hem een senaatszetel aangeboden, die hij weigerde. De pensionering van de oude activisten werd in de media gekenschetst als "instroom van nieuw bloed in de Alliantie van Democratisch Links". Na de verkiezingen werd Miller actief in de journalistiek, schreef hij vooral wekelijks voor Wprost over liberale economische concepten en actuele politieke zaken. In de eerste helft van 2005 verbleef hij aan het Woodrow Wilson International Center for Scholars in Washington, D.C., werkend aan een onderzoeksproject “Status of the new Poland in the Eastern Europe’s space”.
Op 15 september 2007 zegde hij zijn lidmaatschap van de SLD op, omdat het partijbestuur hem bij de vervroegde verkiezingen niet op de kandidatenlijst wilde. In plaats daarvan werd hij in kiesdistrict Łódź lijsttrekker van Zelfverdediging van de Poolse Republiek, doch behaalde te weinig stemmen voor een zetel. In 2008 werd hij voorzitter van een door hemzelf opgerichte nieuwe partij genaamd Polska Lewica ("Pools Links"), maar verliet deze weer in januari 2010. In diezelfde maand keerde hij terug als lid van de SLD.
Bij de verkiezingen in 2011 kwam hij opnieuw in de Sejm, waar hij fractievoorzitter werd van de SLD. Op 10 december 2011 werd hij tevens tot partijvoorzitter verkozen. Na de verpletterende nederlaag van links in de verkiezingen van 2015 raakte hij zijn zetel kwijt en stelde zich daarop niet meer herkiesbaar als voorzitter van de SLD. Hij werd in deze functie op 23 januari 2016 opgevolgd door Włodzimierz Czarzasty.

## Voetnoten en referenties
1. ↑  Serwis PKW – Wybory 2007
2. ↑  Leszek Miller ponownie w SLD[dode link], interia.pl, 20 januari 2010
3. ↑  Leszek Miller nowym szefem klubu SLD, tvn24.pl, 19 oktober 2011
4. ↑  Wybrano nowego szefa Sojuszu Lewicy Demokratycznej, onet.pl, 10 december 2011
5. ↑  Włodzimierz Czarzasty nowym przewodniczącym SLD, sld.org.pl, 23 januari 2016

- Bibliothèque nationale de France: cb167226284 (data)
- Gemeinsame Normdatei: 124259081
- International Standard Name Identifier: 0000 0001 1510 7650
- Library of Congress Control Number: n2001088944
- Nationale Bibliotheek van Tsjechië: js2014824012
- Nationale Bibliotheek van Israël: 987007391574405171
- Nationale Bibliotheek van Polen: a0000001253276
- Réseau des bibliothèques de Suisse occidentale: 02-A018847939
- Virtual International Authority File: 6743254
- WorldCat: E39PBJqk6w8kwVBb44mvtxkJjC

- Officiële website